# Lagonosticta sanguinodorsalis
L'amaranto di roccia (Lagonosticta sanguinodorsalis Payne, 1998) è un uccello passeriforme della famiglia degli Estrildidi.

## Descrizione

### Dimensioni
Misura circa 10–11 cm di lunghezza, coda compresa.

### Aspetto
Nel maschio la faccia, la gola, il petto, il ventre, la groppa ed il codione sono di colore rosso cupo, mentre fronte, vertice e nuca sono grigi, le ali ed il dorso sono di colore rosso-bruno e la coda è nera: ai lati del petto sono presenti della machcie biancastre tondeggianti. Le femmine presentano colorazione rossa appena accennata (tranne che nella zona facciale e sul codione, dove il rosso è ben evidente) e presentano punteggiatura più rada e opaca sul petto, con macchie di colore grigiastro. Gli occhi sono di colore bruno-rossiccio, le zampe sono di colore carnicino, il becco è nero.
Nel complesso, l'amaranto di roccia appare assai simile all'affine amaranto di Reichenow, rispetto al quale presenta colorazione rossa dorsale ancora più evidente ed estesa.

## Biologia
Trattandosi di una specie riconosciuta come tale solo nel 1998, mancano studi approfonditi sulle abitudini di questa specie: si ritiene, tuttavia, che esse non differiscano significativamente da quelle delle altre specie di amaranto, che vivono in coppie o piccoli gruppi familiari e si nutrono di piccoli semi e insetti.
Questa specie subisce parassitismo di cova da parte della vedova dell'altopiano di Jos.

## Distribuzione e habitat
L'amaranto di roccia è endemico dell'altopiano di Jos, in Nigeria centro-settentrionale, dove questi uccelli colonizzano le aree prative alberate e cespugliose: si pensa tuttavia che esso sia diffuso anche nel Camerun settentrionale.